# Стандартний гравітаційний параметр
У небесній механіці стандартний гравітаційний параметр μ астрономічного об'єкта є добутком гравітаційної сталої G і маси M небесного тіла.
{\displaystyle \mu =GM\ }
Для декількох об'єктів Сонячної системи значення μ відоме з більшою точністю ніж значення G або M.Оскільки здебільшого μ може вимірюватися із безпосередньо астрономічних спостережень, як це робилося в давнину. Розділення цієї величини на G і M повинно виконуватися вимірюванням сили тяжіння у лабораторних умовах, як це вперше було проведено у експерименті Кавендіша. У системі одиниць SI стандартний гравітаційний параметр вимірюється м3 с−2. Однак, у науковій літературі і навігації космічних кораблів частіше використовують км3 с−2.